# 1241 Дајсона
1241 Dysona је астероид главног астероидног појаса. Приближан пречник астероида је 83,05 km,
а средња удаљеност астероида од Сунца износи 3,185 астрономских јединица (АЈ).
Инклинација (нагиб) орбите у односу на раван еклиптике је 23,554 степени, а орбитални период износи 2076,527 дана (5,685 година). Ексцентрицитет орбите астероида износи 0,104.
Апсолутна магнитуда астероида износи 9,45 а геометријски албедо 0,042.
Астероид је откривен 4. марта 1932. године, а назив је добио по енглеском астроному Френку Дајсону.